# NGC 6899
NGC 6899 في الفهرس العام الجديد، هي مجرة، تقع في كوكبة المرقب (كوكبة). اكتشفت في 24 يوليو 1835 بواسطة جون هيرشل.

## روابط خارجية
- NGC 6899 على موقع ويكي سكاي: DSS2, SDSS, GALEX, IRAS, Hydrogen α, X-Ray, Astrophoto, Sky Map, Articles and images